# Rio Branco do Ivaí
Rio Branco do Ivaí ist ein brasilianisches Munizip der Mitte des Bundesstaats Paraná. Es hat 3.808 Einwohner (2022), die sich Riobranquenser nennen. Seine Fläche beträgt 382 km². Es liegt 661 Meter über dem Meeresspiegel.

## Etymologie
Der Name bezieht sich auf den Rio Branco (deutsch: Weißer Fluss), der in der Nähe der Siedlung verläuft. Der Fluss hat einen ansehnlichen Wasserfall, der Véu de Noiva (deutsch: Brautschleier) genannt wird. Der Zusatz do Ivaí dient der Unterscheidung von anderen Orten gleichen Namens.

## Geschichte

### Besiedlung
Die Besiedlung des Gebiets begann Anfang des 20. Jahrhunderts. Damals kamen Lohnmäster aus Reserva und Cândido de Abreu zur Schweinemast hierher. Später kamen Holzfäller, die die ausgedehnten Araukarienwälder dezimierten. 
Lokalgeschichte geschrieben hat José Ruivo, der Pionier der ehemaligen Fazenda Leão Júnior. Einer der ersten Händler war Antônio Siknel. Die Flächen der heutigen Siedlung gehörten früher Ari Borba Carneiro, einem Schweinehändler in der Region. Die Parzellierung des Ortes wurde von dessen Sohn Leônidas Borba Carneiro vorgenommen.

### Erhebung zum Munizip
Rio Branco do Ivaí wurde durch das Staatsgesetz Nr. 11.258 vom 21. Dezember 1995 aus Grandes Rios und Rosário do Ivaí ausgegliedert und in den Rang eines Munizips erhoben. Es wurde am 1. Januar 1997 als Munizip installiert.

## Geografie

### Fläche und Lage
Rio Branco do Ivaí liegt auf dem Segundo Planalto Paranaense (Zweite oder Ponta-Grossa-Hochebene von Paraná). Seine Fläche beträgt 382 km². Es liegt auf einer Höhe von 661 Metern.

### Vegetation
Das Biom von Rio Branco do Ivaí ist Mata Atlântica.

### Klima
Das Klima ist warm und gemäßigt. Es werden hohe Niederschlagsmengen verzeichnet (1561 mm pro Jahr). Die Klimaklassifikation nach Köppen und Geiger lautet Cfa. Im Jahresdurchschnitt liegt die Temperatur bei 19,7 °C.

### Gewässer
Rio Branco do Ivaí liegt im Einzugsgebiet des Ivaí. Dieser bildet die westliche Grenze des Munizips. Der Rio Branco durchfließt das Gebiet des Munizips von Ost nach West, berührt den Hauptort und mündet im Munizip Grandes Rios von rechts in den Ivaí. Südwestlich des Hauptorts entspringt der Rio das Antas, der an der Grenze zu Ariranha do Ivaí in den Ivaí mündet. Der Ivaí-Nebenfluss Rio do Tigre begrenzt das Munizip im Süden.

### Straßen
Rio Branco do Ivaí liegt an der PR-535, auf der man im Süden Cândido de Abreu und im Nordwesten Grandes Rios erreicht. 

### Nachbarmunizipien
| Grandes Rios     |                                             | Rosário do Ivaí |
| Ivaiporã         | Kompassrose, die auf Nachbargemeinden zeigt |                 |
| Ariranha do Ivaí | Cândido de Abreu                            |                 |

## Stadtverwaltung
Bürgermeister: Pedro Taborda Desplanches, MDB (2021–2024)
Vizebürgermeister: Edini Gomes, MDB (2021–2024)

## Demografie

### Bevölkerungsentwicklung
| Jahr | Einwohner | Stadt | Land |
| ---- | --------- | ----- | ---- |
| 2000 | 3.758     | 25 %  | 75 % |
| 2010 | 3.898     | 24 %  | 76 % |
| 2022 | 3.808     |       |      |

Quelle: IBGE (2011) und Volkszählung 2022

### Ethnische Zusammensetzung
| Gruppe * | 2000    | 2010    | wer sich als …                                                                   |
| --- | ------- | ------- | -------------------------------------------------------------------------------- |
| Weiße | 52,7 %  | 57,2 %  | weiß bezeichnet                                                                  |
| Schwarze | 0,4 %   | 0,9 %   | schwarz bezeichnet                                                               |
| Gelbe | 0,0 %   | 0,1 %   | von fernöstlicher Herkunft wie japanisch, chinesisch, koreanisch etc. bezeichnet |
| Braune | 46,7 %  | 41,6 %  | braun oder als Mischung aus mehreren Gruppen bezeichnet                          |
| Indigene | 0,0 %   | 0,1 %   | Ureinwohner oder Indio bezeichnet                                                |
| ohne Angabe | 0,1 %   | 0,0 %   |                                                                                  |
| Gesamt | 100,0 % | 100,0 % |                                                                                  |
| *) Das IBGE verwendet für Volkszählungen ausschließlich diese fünf Gruppen. Es verzichtet bewusst auf Erläuterungen. Die Zugehörigkeit wird vom Einwohner selbst festgelegt. |         |         |                                                                                  |

Quelle: IBGE (Stand: 2000 und 2010)